# Edifício do Ministério da Defesa em Pontevedra
O Edifício do Ministério da Defesa em Pontevedra ou "Governo Militar de Pontevedra" é um edifício de finais do século XIX localizado na cidade de Pontevedra (Espanha) e projectado pelo arquitecto Alejandro Sesmero.

## Localização
O edifício está localizado no extremo sudeste do Parque das Palmeiras, no centro de Pontevedra.

## História
Em 1879, o presidente da Câmara de Pontevedra, Alejandro Mon Landa, propôs a criação de uma casa-escola para agrupar as escolas primárias da cidade. Em 1882, o arquitecto Alejandro Sesmero apresentou o projecto. O orçamento foi considerado demasiado elevado e o projecto sofreu um atraso significativo. No final de 1885, o presidente da câmara municipal, José López Pérez, assumiu o projecto e Sesmero modificou-o para reduzir o orçamento. Em Setembro de 1887, foi aprovada a construção do edifício no antigo recinto da feira de São José.
A obra, confiada ao construtor José Cons Estévez, começou em 1889 e foi concluída em Abril de 1892. O edifício foi inaugurado como uma escola em Agosto de 1892. Em Setembro do mesmo ano, o ano letivo começou no edifício, que se chamava Grupo Escolar Eduardo Vincenti (popularmente conhecido como Grupo Escolar Las Palmeras), para todas as escolas da cidade.
O edifício foi utilizado temporariamente como hospital de campanha entre a demolição do Hospital de São João de Deus na praça Curros Enríquez e a construção do Hospital Provincial de Pontevedra (1896-1897). A partir de 1898, o edifício albergou a Brigada Topográfica do Ministério da Defesa em Pontevedra até 1909, altura em que foi devolvido à Câmara Municipal. No entanto, a Câmara Municipal de Pontevedra cedeu finalmente o edifício ao exército para uso militar em 1913 como quartel-general do "Governo Militar" e do Ministério da Defesa da província de Pontevedra.
A 19 de Junho de 1995, o antigo "Gobierno Militar" de Pontevedra foi transformado no Gabinete de Defesa da província de Pontevedra. Alguns anos mais tarde, por decreto de 7 de Novembro de 2003, o Gabinete de Defesa de Pontevedra tornou-se, como na maioria das capitais de província espanholas, a "Subdelegação " da Defesa da província.

## Descrição
O edifício foi originalmente concebido pelo arquitecto Alejandro Sesmero com uma única altura para evitar que as crianças caíssem das escadas.
É um edifício rectangular, alongado, com predominância de linhas horizontais. É composto por um rés-do-chão e um andar e três partes na fachada principal. As janelas e portas têm molduras planas que terminam em arcos segmentares. A secção central da fachada é ligeiramente mais avançada e decorada do que as secções laterais. A entrada principal tem uma varanda de pedra no primeiro andar apoiada por duas colunas com capitéis toscanos que suportam um entablamento simples.
A fachada posterior é semelhante em desenho à fachada principal, mas tem um corpo central saliente no lugar da varanda e do pórtico de entrada do edifício. Está rodeada por uma área arborizada e jardins para uso privado do Ministério da Defesa. 

### Artigos relacionados
- Parque das Palmeiras
- Ministério da Defesa (Espanha)
- Quartel de São Fernando de Pontevedra